# Östra Torn
För byn som gett stadsdelen sitt namn, se Östra Torns by.

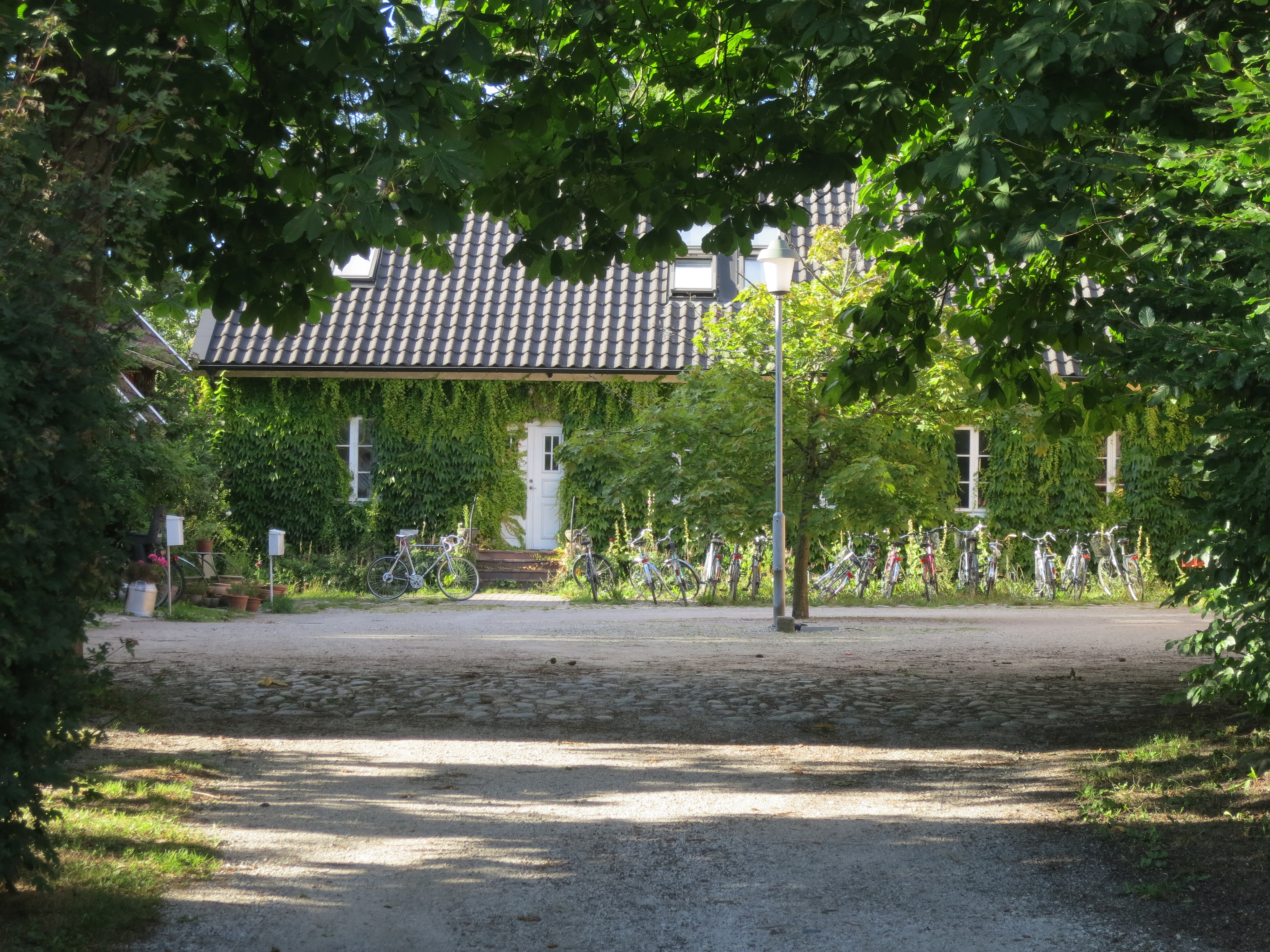
Gård i Östra Torns by.

Östra Torn är en stadsdel i Lund. Den är en del av den statistiska stadsdelen Östra Torn - Mårtens fälad. Östra Torn ligger i norr och Mårtens fälad i söder.
I Lunds namnwiki står: "Östra Torn, som då kallades för Torn, var en kult- och tingsplats. Namnets ursprung kommer troligen från häradsnamnet Torna. Under en mycket lång tid ägdes Torn av domkyrkan med mycket stränga bestämmelser för bebyggelseutveckling. På 1800-talet fanns där omkring 20 gårdar varav knappt hälften flyttades ut vid enskiftet 1814. Den absolut största förändringen skedde på 1970-talet då Lund vuxit så mycket så att Östra Torn inte längre låg utanför Lund utan blev en del av staden. ". I "Skånes ortnamn : Torna härad och Lunds stad står sidan 149:  " Torn kan mycket väl ha varit ett äldre kollektivt namn på hela den mellanliggande gamla kungsmarken norr om Lund, av central betydelse också för häradsnamnet, möjligen ett äldre naturnamn avseende buskage av torn eller en solitär torn på platsen, i vars närhet först kult- och tingsplats och sedermera staden Lund och dess fr a kyrkliga institutioner växte fram."

## Historia Östra Torns by[2]

### Medeltiden
Byn nämns första gången cirka 1120 då det berättas att kung Sven Estridsen (1047–1074) skänkt mark "In villa Thorni" åt biskopskyrkan. Namnformen Östra Torn förekommer i latiniserad form år 1228 då ärkebiskopen skänkte patronatsrätten över kyrkan Maria Magle, med tillhörande gårdar bland annat i Östra Torn, till domkapitlet. Namnets ursprung kommer troligen från häradsnamnet Torna, eller kommer häradsnamnet från tingsplatsen i Torn. Under medeltiden var byn biskopens löningsjord. Vid medeltidens slut låg förmodligen hela Östra Torn under biskopsstolen och byn tillhörde den del av kyrkans egendom som drogs in till kronan efter reformationen 1536. År 1681 anslog Karl X Allhelgonaklostret med 13 därunder hörande hemman som län åt Lundabiskopen. Klostrets område utgjordes i stort sett av inmarkerna inom nuvarande norra lasarettsområdet och UB-parken samt utmarkerna på Ladugårdsmarken. De 13 hemmanen bestod av Östra Torn och ett par gårdar i St Råby. Biskopsbönderna var veckodagsbönder, de betalade endast en ringa arrendeavgift, men hade att utföra ett obegränsat antal dagsverken (äckor) allt efterhand som de budades av biskopens ladufogde som administrerade jordbruket inom Helgonagården. Hoveriet, som dagsverkssystemet kallades, var vid denna tid allmänt i de före detta danska landskapen.

### Byn enskiftas, konflikter, vräkningar och hoveriets upphörande
År 1811 utsågs den då 44 åriga Wilhelm Faxe till biskop. Utnämningen skall ses mot bakgrund av de samtida bondeupproren i Skåne och att överheten önskade en kraftfull man på biskopsstolen. På begäran av Faxe 1813 enskiftades Östra Torn. Det skulle dröja till 1824, bland annat beroende på två lantmätares död, innan skiftet kunde fastställas, men redan 1817 var förrättningen i praktiken klar På 1800-talet fanns där omkring 20 gårdar varav knappt hälften flyttades ut vid enskiftet. De elva gårdar som vid skiftet fick ligga kvar i byn fick sina marker fördelade på vardera två lotter, dels i anslutning till själva gården, dels i ett skift öster om nuvarande Utmarksvägen. De utflyttade gårdarna fick all sin mark samlad i var sitt skifte. I Lunds bevaringsprogram finns en längre redogörelse för konflikter mellan biskop Faxe och han underlydande bönder. En av konflikterna slutade med att bönderna vräktes under kaotiska former. 1854 dog biskop Faxe och året efter avskaffades hoveriet.

### Bebyggelseutveckling
Före skiftet var Östra Torn en tät radby. Flera av gårdarna låg sammanbyggda i rader. Efter skiftet kom bebyggelsestrukturen i byn att bestå i det närmaste oförändrad i 170 år. Antalet husmanshus har i stort sett hållit sig oförändrat, även om placeringen eventuellt kan ha varierat. Av gårdarna har två försvunnit. Nr 10 brann 1899 och därefter sambrukades hemmanet under några år med nr 17 på Utmarken. När gården 1904 åter fick egna byggnader förlades dessa en bit ut på ägorna. Gården nr 5 flyttades senast 1880 ut på sina marker. Idag präglas byn av den moderniseringsvåg som gick över boningshusen på 1940-talet. Taken täcktes med eternit och man satte in ospröjsade tvåluftsfönster. Interiörerna moderniserades och istället för de gamla bakugnarna och skafferierna installerades badrum och moderna kök. Arrendatorernas byggnadsskyldighet upphörde 1946. Under 1930-talet erbjöds innehavarna av husmanshusen att friköpa sina fastigheter, vilket de också gjorde. Idag domineras den äldre bebyggelsen i byn av det sena 1800-talet och tidiga 1900-talet. Ett par byggnader har dock en äldre prägel.

### Lunds landsbygdsförsamling
Östra Torn tillhörde med Stora Råby och Lilla Råby by med Hospitalsgården, Allhelgonagården och Källby mölla Lunds landsbygdsförsamling som var en självständig borgerlig kommun. Kommunen och församlingen upphörde 1944 och gick upp i Lunds kommun och därmed blev området en del av Lunds stadsutveckling.

## Östra Torn som en stadsdel iLund
Östra torn är en del av den statistiska stadsdelen Östra Torn - Mårtens fälad. Östra Torn ligger i norr och Mårtens fälad i söder. I väst är motorvägen E22:an gräns och i norr är verksamhetsområdet med Eriksson och Sony gräns, och i öst vidtar landsbygd. Gatorna i stadsdelen norra del har fått namn efter studentspex, till exempel Uardavägen och Spexarevägen, samt vänorter som till exempel Borgåslingan och Viborgsslingan. I den södra delen av området fick gatorna musikrelaterade ord som Soprangränd, Tenorgränd, Barytongränd, Basgränd, Basungränd, Valthornsvägen, Fagottgränden, Flöjtvägen och så vidare. Den absolut största förändringen skedde på 1970-talet då Lund vuxit så mycket att Östra Torn inte längre låg utanför Lund utan blev en stadsdel i staden. I mitten av området ligger Maria Magdalena kyrka och den gamla byn som till delar har bevarats i området."1967 antogs en dispositionsplan där Östra Torns by bevarades (det fanns också planer på en rivning) som en del i en ny stadsdel. Man tänkte sig byn i mitten av området: ”För att kunna bevara något av byns karaktär är det nödvändigt att bygatan ej belastas med genomfartstrafik, utan denna bör föras vid sidan av byn."  I norra delen av Östra Torn heter ett av bostadsområdena Spexaren, en samfällighetsförening av radhus bildad 1973,
Bostadsområdet Djingis Khan som byggdes 1971–1972 innehåller familjebostäder för studenter. Arkitekt var Kjell Åge Nilson. Området har 20 gårdar, 16 lägenheter på varje gård utom gård I och S som har 14 lägenheter. Att AF ville bygga familjebostäder för studenter var något nytt. Vid byggnationen användes volymer som byggts på en fabrik i Lund och som lyftes på plats, det var också nytt. Det blev billigare att frakta hit de 632 volymerna än att bygga på plats. Men tyvärr var man lite tidigt ute med den här tekniken och fabriken lades ned ett par år senare.Djingis Khan är idag bostadsrätter i HSB. Vartannat år hålls på Djingis Khan mini-festivalen Bananfesten som är en tillställning med musik, lek och mat och hålls i juni. Områdets befolkning inklusive Mårtens fälad är cirka 10000 personer.

### Industrier
Norr om Östra Torn ligger ett verksamhetsområde kring vattentornet med elektronikföretagen Sony Mobile, som dock har avvecklat verksamheten i Lund. och Ericsson som ligger på Östra Torns gamla bymark.

### Maria Magdalena kyrka
Maria Magdalena kyrka är församlingskyrka i Lunds östra stadsförsamling, som sedan 2014 tillhör Lunds pastorat. Kyrkan invigdes 22 november 1992 sedan församlingen hade bildats och behövde en kyrka.

## Skolor

### Östra Torns skola (nedlagd)
Skolan låg först på nr 4 och sedan 1880 vid Getingevägen och har haft många namn: Skinnatorns skola, Odarslövs skola och Östra Torns skola. Sedan skolan lagts ner var byggnaden under en tid på 1950- och 1960-talet värdshus, hotell och danssalong med namnet La Strada, lånat från filmen med samma namn och syftande på läget vid "autostradan". Byggnaden som senare var specialskola revs 2013 (fel i källan, ska vara 2016). "Den gamla skolan (Östra torn 28:10), sedermera värdshuset La Strada under 50- och 60-talet, ligger längs den gamla riksvägen. Miljön byggs upp av två f d skolbyggnader samt en barack kring en gårdsplan. Skolhuset från 1910 i rött tegel är den mest välbevarade. Huset visar en för uppförandetiden “ändamålsenlig” utformning, där skolsalarna givits framträdande gavelplaceringar med stora fönsteröppningar. Intill skolan ligger en bostadsliknande länga som varit vandrarhem. Huset har troligen varit skolhus före 1910 och uppfördes på 1870-talet. Det är delvis brandskadad och oklart i vilket tekniskt skick det är."

### Östratornskolan[19]

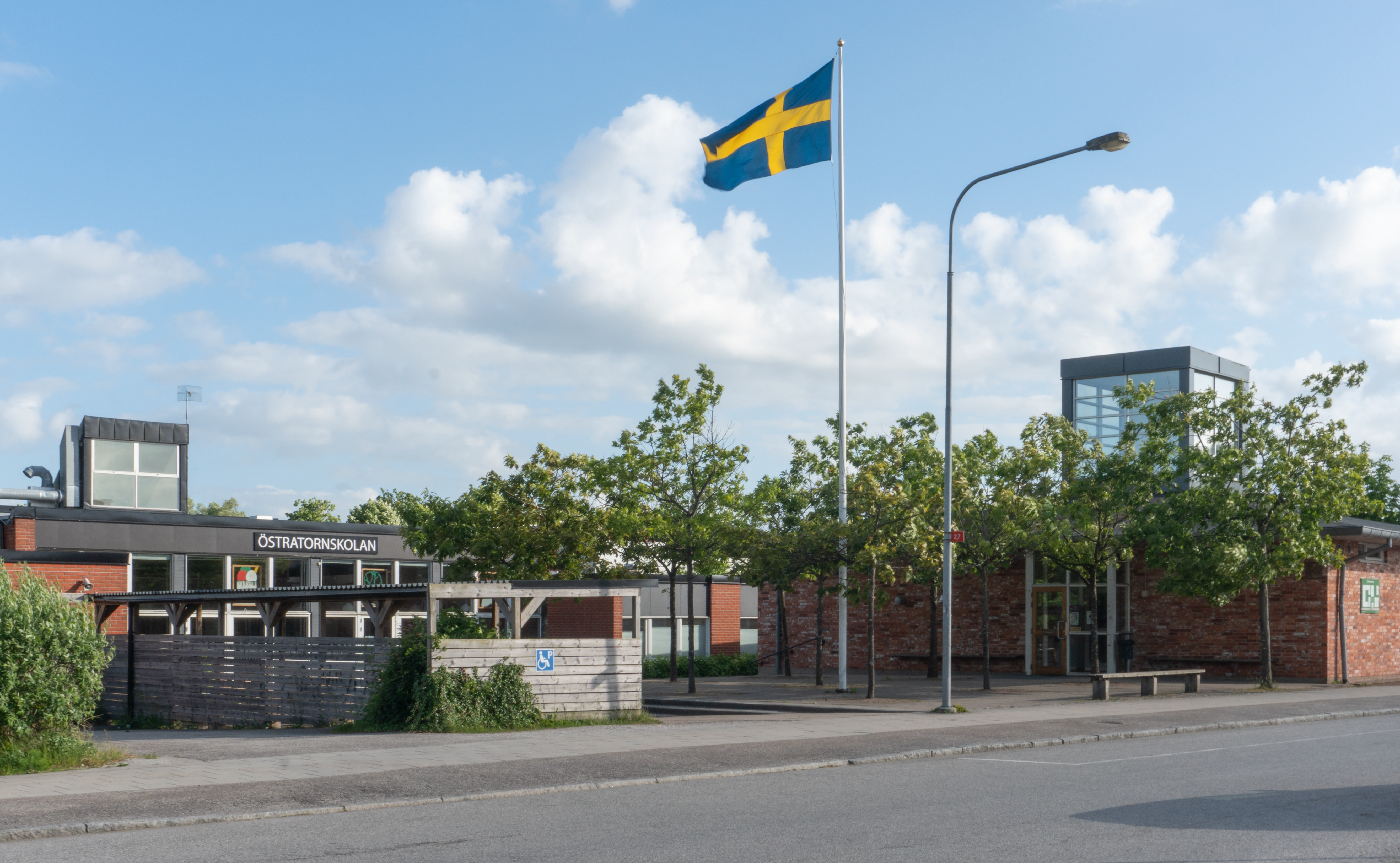
Östratornskolan

På Östratornskolan går cirka 470 elever i årskurserna 4-9. Årskurserna 4–6 finns på en avskild del av skolan i lokaler som renoverats mellan 2010 och 2013. Intill lokalerna finns grönområden och lekmöjligheter för eleverna. Alla årskurser har tillgång till skolans bibliotek, slöjdsalar, idrottshall och en hemkunskapssal. Fritidshem för åk 4 är integrerat på skolan. Årskurserna 4-5 har sitt fritidshem på Östratorngården, som ligger ett stenkast bort. På Östratorngården finns bland annat klättervägg och skatehall. Eleverna i årskurserna 7-9 har sin undervisning i lokaler som byggdes till Östratornskolan 1997. Skolan samarbetar med Munspelet och Flygelskolan. Dessa skolor har inget högstadium.

### Flygelskolan[20]
Flygelskolan är en F–5-skola på Östra Torn. Skolan är en del av skolområde LTÖ, det vill säga Linero, Tuna och Östra Torn. Förutom Flygelskolan ingår Munspelets skola, Östratornskolan, Mårtenskolan, Tunaskolan och Vikingaskolan i skolområdet. Flygelskolan hade läsåret 2016/2017 155 elever från förskoleklass till femte klass. Flygelskolan består av 2 flyglar. I den östra flygeln, flygel A, finns förskoleklassen och åk 1 både under skoldag och fritidshemstid. I den flygeln finns också åk 4 under skoltid. I den västra flygeln, flygel B, finns åk 2 och 3 under skoltid och fritidshemstid. Där finns också årskurs 5 under skoldagen. Fritidshem för åk 4 och 5 håller till i idrottshallen samt i en lokal ovanför idrottshallen.

### Munspelets skola[21]

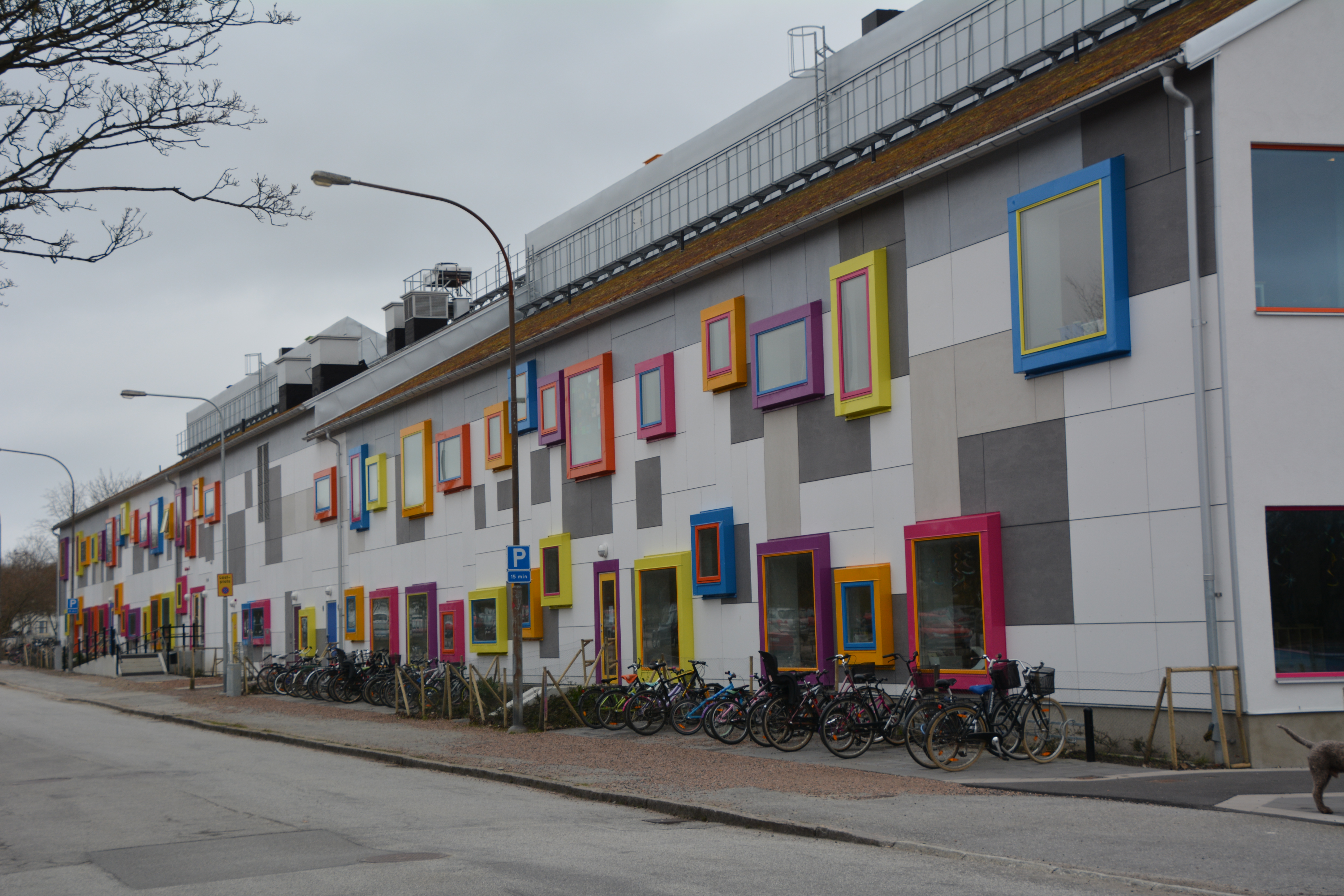
Skolan Munspelet

På Munspelets nya skola som stod klar 2014, går cirka 200 elever fördelade på åtta klasser.  Skolan ligger på Östra Torn och är en F-3-skola. Skolan har ett faddersystem som gör att alla elever känner varandra mellan de olika årskurserna. Det finns också fritidshem i anslutning till skolan.